# Settimo San Pietro
Settimo San Pietro (en sardo: Sèttimu) es un municipio de Italia de 5.949 habitantes en la ciudad metropolitana de Cagliari, región de Cerdeña. Está situado a 13 km al noreste de Cagliari, en una terraza aluvial.

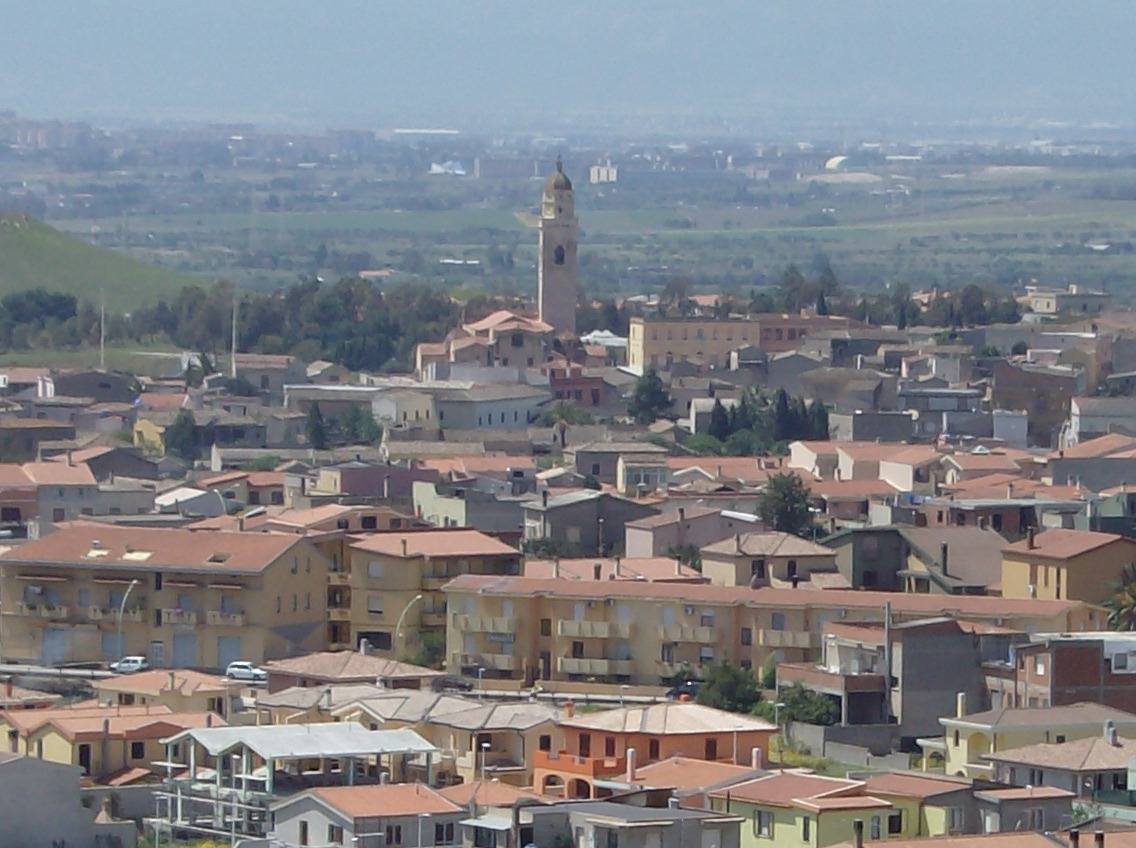
Settimo San Pietro.

## Historia
Las evidencias más antiguas de poblamiento en la región se documentan en la época neolítica. De aquel período perdura el complejo nurágico de "Cuccuru Nuraxi", lo que indica una actividad pasada importante.
Más tarde, con la llegada de los romanos, el territorio fue dotado de monumentos y servicios. En el año 1880 se descubrió un acueducto de la época romana.

### Origen del nombre
El nombre es de origen romano, y proviene de la expresión "Septimo ab urbe lapide", que hacía referencia a las siete millas de distancia que lo separaban del poblado de "Settimo da Karalis" (Cagliari en la actualidad).

## Economía
La actividad económica principal es la agricultura, cuya práctica resulta favorecida por las extensas llanuras fértiles. En la región abundan los viñedos y los almendros.

## Lugares de interés

### Religiosos
- Iglesia parroquial de San Pietro.
- Iglesia románica de San Giovanni Battista.

### Arqueológicos
- Complejo nurágico "Cuccuru Nuraxi", del Neolítico, incluyendo un pozo sacro.

## Evolución demográfica
| Gráfica de evolución demográfica de Settimo San Pietro entre 1861 y 2001 |
|                                                                          |
| Fuente ISTAT - Elaboración gráfica de Wikipedia                          |